# Curtuiușu Mare, Maramureș
Curtuiușu Mare (în maghiară Nagykörtvélyes) este un sat în comuna Valea Chioarului din județul Maramureș, Transilvania, România.

## Istoric
Prima atestare documentară: 1566 (Keortwelyes, Keorthwylyes). 

## Etimologie
Etimologia numelui localității: Din n. top. Curtuiuș (< magh. Körtvéllyes „loc cu peri”, din magh. körte „pară” + magh. hely „loc”) + determinantul Mare. 

## Demografie
La recensământul din 2011, populația era de 297 locuitori. 